# Kereskény
Kereskény (szlovákul Krškany) község Szlovákiában, a Nyitrai kerület Lévai járásában. Kis- és Nagykereskény egyesítésével jött létre.

## Fekvése
Lévától 5 km-re keletre, a Sikenica-patak völgyében fekszik.

## Története
Területe már az újkőkorszakban lakott volt, a zselízi és a lengyeli kultúra tárgyi emlékei kerültek itt elő.
1242-ben „Keresken" alakban említik először.

### Kiskereskény
Kiskereskényt 1329-ben „Kyuskereskyn”, 1358-ban „Keresken”, 1461-ben „Kys Keresken” néven említik. A 15. században Léva várának tartozéka. A 18. században az Agárdy és más családoké. A 19. században a Zmeskall és Majláth családok birtoka. 1715-ben Kiskereskényen 2 kúria és 7 háztartás volt. 1828-ban  35 házában 217 lakos élt. Lakói mezőgazdasággal, szőlőtermesztéssel foglalkoztak.
Borovszky monográfiasorozatának Hont vármegyét tárgyaló része szerint: „Kiskereskény, magyarral vegyes tót kisközség, 33 házzal és 290 róm. kath. vallású lakossal; vasúti állomása és távirója Léva, postája helyben van. A falu nevére már 1242-ben akadunk. A község első birtokosaiként Simon fiait: Mihály, Martonos, Jákó és Füle testvéreket ismerjük, a kik a XIII. században birtokháborítás miatt pörben álltak Palásti Ivánka fiával, Jóbbal. A következő században, 1320-ban, a falu nevét Kergken alakban említi oklevél; de már 1439-ben Kereskény a neve és ugyanígy szerepelt az 1411 és 1421-iki iratokban is. E falutól vette nevét a Kiskereskényi család is, melyről már a XIV. században találunk följegyzéseket. a XV. században a falu a lévai vár uradalmához tartozott. A XVIII. században az Agárdy családnak is volt része itt. A mult század elején a Zmeskall, Plachy és Bakay családok a falu földesurai, később örökség útján Mailáth Lajos szerzett itt birtokot. Ezidőszerint Mailáth István özvegyének és a Honecz családnak van nagyobb birtoka. Kereskény határában, a Honecz és Mailáth-féle majorokon kívül, a Nyulvölgy-fogadó van.”

### Nagykereskény
Nagykereskény 1351-ben „Nogkereskyn” alakban tűnik fel először, 1461-ben „Nagkeresken”, 1493-ban „Kerskan” néven szerepel. A 15. században Léva várának tartozéka. A 18. században a Kereskényi, Majláth, később a Pogány és Erdődy családok birtoka. 1715-ben 9, 1720-ban 6 adózó portája volt. 1828-ban 59 házában  357 lakos élt. Lakói mezőgazdasággal, szőlőtermesztéssel foglalkoztak. A 19. század végén mészégetője működött.
Borovszky monográfiasorozatának Hont vármegyét tárgyaló része szerint: „Nagykereskény, tóttal vegyes magyar kisközség, 51 házzal és 400 róm. kath. vallású lakossal; vasúti állomása és távirója Léva, postája Kiskereskény. Ősi települt hely, a mit a falu határában talált kelta korbeli leletek bizonyítanak. A község nevével először 1320-ban találkozunk az oklevelekben, a mikor Krskany alakban szerepel. Possessio Kereskenyt említenek 1349-ben, 1411. és 1424-ben az iratok. Abban az időben a lévai várnak volt a tartozéka. A XVIII. században a Kereskényi, Simonyi, Szászy és Horváthy családokat uralta a falu. 1767-ben kezdte meg itt a birtokszerzést Kéthelyi Mailáth Ferencz és megvásárolta a Simonyi-családtól a ma is álló kastélyt. A mult század elején a Mailáth családon kivül, a Zsarnóczay és Mándy családokat találjuk birtokban; a XIX. század második felében pedig Mailáth László és Imre, továbbá Pogány Pál voltak a falu birtokosai. Ezidőszerint özvegy Majláth Lászlónénak, szül. Bakonyi Máriának, valamint Pogány Pál örököseinek, továbbá Ordódy Lajosnak és Lászlónak van itt nagyobb birtokuk; ez utóbbiak a Mailáth Imre-féle javak jogutódjai. A községbeli templomot Mailáth Ferencz építtette a XVIII. század végén. Nagykereskényhez tartoznak: a Jakubi-major, mely özv. Mailáth Istvánné tulajdona. A faluhoz tartozik még a Rovnya-major is. A községben mészégető-telep van.”
A trianoni diktátumig mindkét település Hont vármegye Báti járásához tartozott.
Kis- és Nagykereskényt 1960-ban egyesítették.

## Népessége
| Év:            | 1994. | 2004.   | 2014.   | 2024.    |
| -------------- | ----- | ------- | ------- | -------- |
| Emberek száma: | 769   | 730     | 749     | 830      |
| Eltérés:       |       | -5,07 % | +2,60 % | +10,81 % |

| Év:            | 2023. | 2024.   |
| -------------- | ----- | ------- |
| Emberek száma: | 815   | 830     |
| Eltérés:       |       | +1,84 % |

1880-ban Nagykereskény 325 lakosából 216 szlovák és 87 magyar anyanyelvű; Kiskereskény 179 lakosából 131 szlovák és 33 magyar anyanyelvű.
1890-ben Nagykereskényt 318-an lakták: 229 szlovák és 80 magyar anyanyelvű; Kiskereskényt 207-en lakták: 110 szlovák és 93 magyar anyanyelvű.
1900-ban Nagykereskény 400 lakosából 272 szlovák és 128 magyar anyanyelvű; Kiskereskény 290 lakosából 164 szlovák és 123 magyar anyanyelvű.
1910-ben Nagykereskény 421 lakosából 290 szlovák és 131 magyar anyanyelvű; Kiskereskény 246 lakosából 173 szlovák és 72 magyar anyanyelvű.
1921-ben Nagykereskényt 390-en lakták: 302 csehszlovák és 88 magyar; Kiskereskényt 232-en lakták: 161 csehszlovák és 71 magyar.
1930-ban Nagykereskényt 543-an lakták: 518 csehszlovák és 15 magyar; Kiskereskényt 238-an lakták: 220 csehszlovák és 18 magyar.
1970-ben 976 lakosából 20 magyar és 951 szlovák volt.
1980-ban 966 lakosából 26 magyar és 933 szlovák volt.
1991-ben 824 lakosából 3 magyar és 816 szlovák volt.
2001-ben 767 lakosából 18 magyar és 738 szlovák volt.
2011-ben 780 lakosából  10 magyar, 750 szlovák, 13 cigány, 2 cseh és 1 lengyel volt. Ebből 580 római katolikus és 30 evangélikus vallású.
2021-ben 791 lakosából 11 (+2) magyar, 748 (+3) szlovák, (+1) ruszin, 6 egyéb és 26 ismeretlen nemzetiségű volt.

## Neves személyek
- Itt született 1739-ben Mailáth Antal bölcseleti doktor, győri kanonok.
- Itt született 1752-ben Mailáth György királyi személynök és a királyi ítélőtábla elnöke.
- Nagykereskényen született 1880-ban Noszky Jenő geológus, paleontológus.
- Kiskereskényen született 1889-ben Ordódy László közgazdasági író, honvédhuszár.
- Kiskereskényben hunyt el 1903-ban Mailáth István Bars vármegye főispánja.
- Kiskereskényben hunyt el 1910-ben Ordódy Lajos közgazdasági író.

## Nevezetességei
- Szent Anna tiszteletére szentelt, római katolikus temploma 1777-ben épült barokk-klasszicista stílusban.
- A nagykereskényi kastély a 17. században épült barokk stílusban, építtetője a Simonyi család. Később a Majláth, majd az Ordódy család tulajdona volt.
- A kiskereskényi kastély a 19. század első felében épült klasszicista stílusban, később többször átépítették, 1953-tól szociális otthonként működött.
- A közelben található a Horhi-völgy bizarr sziklaalakzataival, különleges növény- és állatvilággal.

## Lásd még
- Kiskereskény
- Nagykereskény

## Külső hivatkozások
- Községinfó
- Kereskény Szlovákia térképén
- Regiontekov.sk
- E-obce.sk Archiválva 2008. szeptember 20-i dátummal a Wayback Machine-ben